# Harold Pinter
Pour l’article homonyme, voir Pinter.
Harold Pinter, né le 10 octobre 1930 et mort le 24 décembre 2008 à Londres, est un écrivain, dramaturge, scénariste et metteur en scène britannique. Il a écrit pour le théâtre, la radio, la télévision et pour le cinéma. Il a reçu le prix Nobel de littérature en 2005.

## Biographie

### Jeunesse
Harold Pinter naît dans une famille juive du faubourg populaire de Hackney à Londres. Il s'y familiarise avec la langue populaire et le cockney qu'il mettra plus tard à l'honneur dans ses pièces. Son père était tailleur pour dames. Durant sa jeunesse, l'auteur a été confronté au chômage, à la misère, au racisme et à l'antisémitisme qui sévissaient au Royaume-Uni à l'aube de la Seconde Guerre mondiale. Selon ses dires, ce contexte troublé a largement nourri sa vocation future. Durant la Seconde Guerre mondiale, il quitte la capitale britannique à 9 ans et y revient trois ans plus tard. Il reconnaît plus tard que « l'expérience des bombardements ne l'a jamais lâché ».
De retour à Londres, il entre à la Hackney Downs Grammar School où il s'illustre notamment dans les rôles de Macbeth et de Roméo mis en scène par Joseph Brearly. Il intègre ensuite brièvement la Royal Academy of Dramatic Art en 1948 et publie, deux ans plus tard, ses premiers poèmes.
En 1949, il est objecteur de conscience au service militaire. Il s'acquitte d'une amende pour éviter un procès et la prison.

### Carrière
En 1951, Pinter est admis à l'École centrale des arts de la scène. La même année, il est engagé dans la troupe théâtrale ambulante irlandaise d'Anew McMaster spécialisée dans Shakespeare.
Entre 1954 et 1957, il entame une tournée en tant que comédien sous le nom David Baron. Sa première pièce, The Room (La Chambre) est interprétée en 1957 par les étudiants de l’université de Bristol. Il dit être entré en dramaturgie « par surprise », étant issu de la classe ouvrière.
The Birthday Party (L'Anniversaire, 1958) n'intéresse pas le grand public, malgré une bonne critique publiée dans le Sunday Times. Mais à la suite du grand succès rencontré par The Caretaker (Le Gardien) en 1960, huis clos à trois personnages (un clochard, un fou échappé d'un asile et son frère), la pièce est rejouée et reçoit cette fois-ci un accueil triomphal. Entre-temps, Pinter écrit plusieurs pièces radiophoniques qui obtiennent un certain succès. Les œuvres de cette période, telles que The Homecoming (Le Retour) en 1964, sont parfois étiquetées comme mettant en scène une « comédie de la menace ». Avec une intrigue réduite au minimum, elles prennent souvent comme point de départ une situation en apparence anodine mais qui devient rapidement menaçante et absurde par le biais des acteurs dont les actions semblent inexplicables aux yeux du public et des autres personnages de la pièce. L'auteur est alors rapproché de la génération des Jeunes gens en colère, comme ses collègues John Osborne, Arnold Wesker et Edward Bond. L’œuvre de Pinter est marquée, dès le début, par l’influence du théâtre de l'absurde et de Samuel Beckett. Par la suite, les deux hommes deviennent amis.
Pinter a également publié plusieurs poèmes. On peut parler, dans sa production, d'une première phase consacrée à l'absurde (les « comédies de la menace ») et d'une seconde qualifiée de « réalisme psychologique » ou de « néo-naturalisme » dans la lignée des « drames de cuisine » de Wesker. Elles sont suivies d'une période plus lyrique avec Landscape (1967) et Silence (1968) puis d'un cycle consacré à la communication (ou la non-communication) que caractérise une parcimonie extrême des répliques avec No Man's Land (1975) et Betrayal (Trahisons, 1978). À cela, s'ajoute une cinquième phase politique avec One for the Road (1984), Mountain Language (1988) et The New World Order (1991). Cependant, cette classification simplifiée semble problématique aux yeux de la critique, chacune des époques débordant sur l'autre. Elle oublie de surcroît certains des textes les plus forts de l'auteur comme Ashes to Ashes (1996).

### À partir des années 1970
Dans les années 1970, Pinter s'intéresse de plus en plus à la mise en scène et devient directeur associé du National Theater en 1973. Ses pièces récentes tendent à être plus courtes. Elles portent aussi sur des sujets plus politiques et sont souvent des allégories de l'oppression. Plusieurs de ses pièces sont traduites et adaptées en France par Éric Kahane.
Dans la même période, Pinter commence à prendre parti sur des problèmes politiques, s'affichant distinctement à gauche. Il mène un combat continu pour porter à la connaissance du public les violations des droits de l'homme et la répression. Ses courriers sont souvent publiés dans les journaux britanniques, comme The Guardian ou The Independent.
En 1985, Pinter voyage en Turquie en compagnie du dramaturge américain Arthur Miller et rencontre de nombreuses victimes de l'oppression politique. Lors d'une réception à l'ambassade des États-Unis d'Ankara, donnée en l'honneur de Miller, Pinter, au lieu de plaisanter et de se livrer aux mondanités habituelles, raconte des histoires de personnes torturées avec du courant électrique, appliqué à leurs parties génitales. Choquant l'assistance, il est renvoyé de la réception et Miller le suit par solidarité. L'expérience de Pinter, sur la répression en Turquie et la suppression de la langue kurde, lui inspirent sa pièce de théâtre de 1988 intitulée Mountain Language.
En 1999, Pinter critique ouvertement le bombardement du Kosovo par l'OTAN. Il prend position contre l'embargo déclaré par les États-Unis contre Cuba. Il s'oppose aussi à l'invasion par les États-Unis de l'Afghanistan en 2001, ainsi qu'à l'intervention militaire en Irak deux ans plus tard. En 2005, il annonce qu'il n'écrira plus de pièces de théâtre afin de se consacrer à la politique. Il exprime par ailleurs régulièrement son soutien à la cause palestinienne.
Pinter, nommé commandeur de l’ordre de l’Empire britannique en 1996, devient un membre de l'Ordre des compagnons d'honneur en 2002, ayant précédemment refusé le titre de Knight Bachelor. Il devient le 3e auteur contemporain à entrer au répertoire de la Comédie-Française en décembre 2000 et assiste à la représentation à Paris, salle Richelieu, de sa pièce Le Retour. Pinter est sympathisant du parti politique de gauche britannique RESPECT The Unity Coalition.

En octobre 2005, il fait scandale lors de meetings et de manifestations publiques contre la guerre d'Irak en lisant des poèmes qui s'en prennent violemment à Tony Blair. Dans le même temps, l'Académie suédoise décerne à Pinter le prix Nobel de littérature au motif que : 

« [dans ses œuvres,] il découvre l'abîme sous les bavardages et se force un passage dans les pièces closes de l'oppression. »

Début décembre 2005, il enregistre sur vidéo une déclaration pour la remise du prix Nobel, ne pouvant se rendre à Stockholm car un cancer de l'œsophage à un stade avancé l'en empêche. Son discours concerne beaucoup plus la politique que la littérature. Il y déclare : 

« L'invasion de l'Irak était un acte de banditisme, un acte de terrorisme d'État flagrant, la preuve d'un mépris absolu pour le droit international. […]

Combien de personnes faut-il tuer avant de mériter d'être décrit comme un massacreur et un criminel de guerre ? Cent mille ? […]

Nous avons amené la torture, les bombes à fragmentation, l'uranium appauvri, d'innombrables assassinats commis au hasard, la misère, la dégradation et la mort au peuple irakien, et on appelle ça apporter la liberté et la démocratie au Proche-Orient. […] »

Il y prend position contre les États-Unis d'Amérique, qui ont « exercé une manipulation très clinique du pouvoir dans le monde entier, tout en se faisant passer pour une force prônant le bien universel. C'est un geste d'hypnotisme brillant, voire plein d'esprit, et très réussi. »
En 2006, il a reçu le X Prix Europe pour le théâtre, en Turin. A cette occasion Roger Planchon met en scène, au Teatro Gobetti de Turin, The New World Order (1991), Press Conference (2002), Precisely (1984), Mountain Language (1988), One for the Road (1984) e Party Time (1991) : six courts textes politiques d'Harold Pinter, dans la traduction française inédite de Jean Pavans. Au Teatro Carignano de Turin Pinter Plays, Poetry & Prose a été mis en scène par Alan Stanford, avec Charles Dance, Michael Gambon, Jeremy Irons, Penelope Wilton, textes de Harold Pinter, Gate Theatre de Dublin.
Il meurt le réveillon de Noël 2008, à 78 ans, à l'hôpital Hammersmith en Londres des suites de son cancer. Il est enterré dans le cimetière de Kensal Green le dernier jour de 2008.

### Vie privée
En 1977, Harold Pinter provoque un scandale public en quittant sa femme, l'actrice Vivien Merchant, avec laquelle il était marié depuis 1956, pour s'établir avec Lady Antonia Fraser qu'il épouse en 1980, après que son divorce a été prononcé.
Sa pièce Betrayal (Trahisons, 1978) a la réputation d'être une description de cette liaison. En réalité, elle se base sur la longue relation amoureuse qu'entretint l'auteur avec la présentatrice de télévision Joan Bakewell.
Pinter a aussi eu une dispute publique avec le metteur en scène Peter Hall portant sur sa description dans les Hall's Diaries, publiés en 1983, où il était dépeint comme abusant de l'alcool. Néanmoins, les deux hommes se sont réconciliés par la suite.

## Distinctions

### Récompenses
- 2005 : Prix Nobel de littérature[9]
- 2006 : Prix Europe pour le théâtre[10]

### Décorations
- 1966 : Commandeur de l’ordre de l'Empire britannique (CBE)
- 2007 : Chevalier de la Légion d'honneur

### Autres distinctions
- 2002 : Membre de l'Ordre des compagnons d'honneur
- Docteur honoris causa de l'université de Londres-Est

## Théâtre
Les créations de Pinter sont appréciées pour leurs recherches stylistiques, leur mélange de bouffonnerie et de noirceur et leur précision presque maladive. Elles renvoient généralement le théâtre à sa base élémentaire avec des dialogues qui basculent de manière inattendue et des pièces closes où les êtres sont livrés les uns aux autres. Le masque des convenances sociales tombe. La vacuité de la société bourgeoise est vite notifiée. Les personnages, fondamentalement imprévisibles, révèlent sans spectaculaire une faille ou une étrangeté dans leur identité, due à leur passé insaisissable qu'ils tentent vainement de reconstituer à travers des récits flous et contradictoires. Les êtres sont sans contour clairement dessiné. Ils semblent coupés de tout ancrage sociologique même s'il peut exister entre eux des liens sociaux ou familiaux ou qu'ils exercent parfois une profession permettant de les rattacher à un certain milieu. Cependant, ces éléments ne suffisent jamais à les caractériser entièrement.
Le dramaturge situe presque toujours ses pièces dans des intérieurs très fournis, minutieusement décrits, mais saturés d'éléments disparates dont l'inutilité n'a de cesse d'être soulignée, comme dans Le Gardien. Très vite le décor chaleureux et rassurant d'un foyer, comme celui de The Collection (1961), produit un climat d'insécurité et laisse place à d'étranges intrusions, avec un retour de pulsions refoulées.
Les conversations les plus banales se révèlent être l'espace privilégié de stratégies de domination physique, psychologique et sexuelle. Des rapports de forces brutaux resurgissent dans le glissement progressif des répliques. Les dialogues de Pinter mélangent un certain naturel d'expression (courtes répliques, formules simples, notations grivoises, utilisation de l'argot) à un dérapage verbal à la limite de l'onirisme, empli de saturations et de répétitions (monologues, suspensions, coupes, ellipses, silences). L'idée de communication est ainsi mise à mal dans un univers où le faux et le véridique se télescopent sans pouvoir être démêlés.
Le rapport à l'autre ne fait que renforcer le sentiment de solitude et de violence. En ce sens, Pinter se veut le commentateur de l'absurdité et de l'horreur cachée du monde moderne tel qu'il apparaît après la Seconde Guerre mondiale. À partir des années 1980 et 1990, l'auteur trouve un nouveau souffle grâce à la contestation  politique, se livrant à de virulentes critiques de l'ère Thatcher, de l'invasion de l'Afghanistan, du libéralisme, de la guerre du Golfe, de la dictature de Pinochet et plus tard du blairisme.
Pinter jouit aujourd'hui d'une posture de « classique moderne ». Il est considéré comme la figure la plus illustre du théâtre anglais de la seconde moitié du XXe siècle. Ses pièces sont depuis longtemps devenues des monuments incontournables pour les études de théâtre et d'art dramatique. Le style inimitable de l'auteur, empli de perturbations langagières absurdes d'où sourd un certain humour, a même donné naissance à un adjectif couramment utilisé dans le domaine artistique : « pinteresque ». On peut aussi parler de « pinteresquerie » pour définir une pièce de théâtre à l'atmosphère oppressante ou située dans un milieu particulier.
En anglais, ce mot a rencontré un tel succès qu'il a intégré le dictionnaire en 1966 : « Pinterian » désigne « un univers absurde dans lequel les personnes s’expriment comme si leurs conversations devaient être surprises. »

## Filmographie

### Scénariste
Le premier scénario de Pinter, The Servant, est écrit en 1962 d'après le roman de Robin Maugham. Le film est réalisé par Joseph Losey avec Dirk Bogarde dans le rôle-titre. Losey réalise également Accident et Le Messager (The Go-Between), toujours d'après les scénarios de Pinter. Ce dernier signe par la suite le script du Dernier Nabab d'Elia Kazan, tiré du roman inachevé de Francis Scott Fitzgerald, avec Robert De Niro dans le rôle principal puis celui de La Maîtresse du lieutenant français (The French Lieutenant's Woman) d'après le roman de John Fowles, mis en scène Karel Reisz et interprété par Meryl Streep et Jeremy Irons. À la demande de Joseph Losey, Pinter publie une adaptation cinématographique du cycle romanesque de Marcel Proust, À la recherche du temps perdu, qui ne sera jamais portée à l'écran. Il a été nommé deux fois à l'Oscar de la meilleure adaptation sans succès : en 1982 pour La Maîtresse du lieutenant français et en 1984 pour Trahisons conjugales, d'après sa pièce Betrayal.
Harold Pinter a adapté lui-même plusieurs de ses pièces en scénario pour le cinéma : The Caretaker (1963), The Birthday Party (réalisé par William Friedkin en 1968), The Homecoming (1973) et Betrayal (1983).
Il a également écrit le scénario du remake de Sleuth (Le Limier) de Joseph L. Mankiewicz, tiré de la pièce d'Anthony Shaffer et réalisé en 1972 avec Laurence Olivier et Michael Caine. Ce remake a été mis en scène par Kenneth Branagh, avec Michael Caine (reprenant le rôle de Laurence Olivier dans le film original, et Jude Law, reprenant celui tenu par Caine à l'origine). Pinter fait d'ailleurs une courte apparition dans le film.

### Acteur
En 1967, Pinter interprète le rôle d'un producteur de télévision dans Accident, film dans lequel joue également sa femme de l'époque Vivien Merchant. Il joue, en 1996, dans le film Breaking the code de Herbert Wise, qui retrace la vie d'Alan Turing.
Il interprète le rôle de Sir Bertram dans Mansfield Park de Patricia Rozema, sorti sur les écrans canadiens en 1999 et britanniques en 2001.
Il interprète également le rôle de l'Oncle Benny dans le film Le Tailleur de Panama de John Boorman en 2001.
Pinter joue le rôle du père de Vivian Bearing, rôle interprété par Emma Thompson, dans le téléfilm Bel Esprit réalisé par Mike Nichols en 2001.

## Œuvre

### Prose et poésie
- Kullus (1949)
- The Dwarfs (1952-56) (Les Nains, roman, traduction 2000, Gallimard)
- Latest Reports from the Stock Exchange (1953)
- The Black and White (1954-55)
- The Examination (1955)
- Tea Party (1963)
- The Coast (1975)
- Problem (1976)
- Lola (1977)
- Short Story (1995)
- Girls (1995)
- Sorry About This (1999)
- God's District (1997)
- Tess (2000)
- Voices in the Tunnel (2001)
- War (2003) - poésie
- Un verre à minuit - Prose, poésie et politique, L'Arche éditeur (2010), 352 p.  (ISBN 978-2-85181-733-4)